# Penisola dei Ciukci
La penisola dei Ciukci (in russo Чукотский полуостров?, Čukotskij poluostrov) si trova in Russia nordorientale, all'estremità orientale dell'Asia.

## Geografia
Ad est, nei pressi del villaggio di Uėlen, termina con il capo Dežnëv, che affaccia sullo stretto di Bering, lungo la rotta del passaggio a nord-ovest. Delimitata a nord dal mare dei Ciukci, a sud da quello di Bering, amministrativamente appartiene ai rajon Providenskij e Čukotskij del circondario autonomo della Čukotka.
La penisola, che prende il nome dai Ciukci, popolazione autoctona, è inoltre abitata da eschimesi, (yupik siberiani e sirenki), coriachi, ciuvani ed alcuni coloni russi. Le maggiori attività economiche sono costituite da industria estrattiva (stagno, piombo, zinco, oro e carbone), dalla caccia e dall'allevamento della renna e dalla pesca.